# Лазебникова, Наталья Александровна
Ната́лья Алекса́ндровна Лазе́бникова (4 мая 1980, Киев) — артистка балета, прима-балерина Национальной оперы Украины имени Т. Шевченко, заслуженная артистка Украины (2008)

## Биография
Наталья Лазебникова родилась 4 мая 1980 года в Киеве, Украина.
В 1996—1997 годах — стажировалась в Балетной школе принцессы Грейс (Монако).
В 1997 году окончила Киевское хореографическое училище и была принята солисткой в балетную труппу Национальной оперы Украины им.Т.Шевченко.

## Репертуар
Балерина лирико-романтического плана, ведет на сцене Национальной оперы Украины партии классического и неоклассического репертуара:
- Джульетта («Ромео и Джульетта» С.Прокофьева)
- Одетта — Одиллия («Лебединое озеро» П.Чайковского)
- Никия, Гамзатти («Баядерка» Л.Минкуса)
- Принцесса Аврора («Спящая красавица» П.Чайковского)
- Жизель («Жизель» А.Адана)
- Сильфида («Сильфида» Херман Левенскольд)
- Раймонда («Раймонда» А.Глазунова)
- Китри («Дон Кихот» Л.Минкуса)
- Клара («Щелкунчик» П.Чайковского)
- Золушка («Золушка» С.Прокофьева)
- Фригия («Спартак» А.Хачатуряна)
- Гюльнара («Корсар» А.Адана)[2]
- Марина («Грек Зорба» М.Теодоракиса)
- Сюзанна («Свадьба Фигаро» на музыку В.-А.Моцарта)
- Аннель («Венский вальс» на музыку И.Штрауса (сына), Й.Штрауса, И.Штрауса (отца))
- Оксана («Ночь перед Рождеством» Е.Станковича)
- Мавка («Лесная песня» М.Скорульского)
- Ширин («Легенда о любви» А.Меликова)
- Сванильда («Коппелия» Л.Делиба)[3]
- Балерина («Петрушка» И.Стравинского)[4]
- Белоснежка («Белоснежка и семь гномов» Б.Павловского)
- Редисочка («Чиполлино» К.Хачатуряна)
- Русалочка («Русалочка» А.Костина)
- Мальвина («Буратино и волшебная скрипка» Ю.Шевченко)
- Зореслава («Властелин Борисфена» Е.Станковича)
- Джульетта («Ромео и Джульетта» в хореографии С.Лифаря на музыку одноимённой симфонической увертюры-фантазии П.Чайковского)[5]

## Гастроли
Гастролировала во Франции, Италии, Испании, Швейцарии, Германии, Японии, Канаде, Аргентине, Великобритании и других странах.
Партию Никии в классическом балете «Баядерка» Л.Минкуса впервые исполнила на сцене Татарского академического государственного театра оперы и балета им. Мусы Джалиля в 2007 году.

## Награды
- Лауреат международных конкурсов балета им. Сержа Лифаря (1994, вторая премия; 1996, третья премия)
- Диплом Европейского конкурса молодых артистов балета (Лозанна, Швейцария, 1996).
- Заслуженная артистка Украины (2008)[7]